# Остштадт (Карлсруэ)
Остштадт (нем. Oststadt) — район города Карлсруэ. Расположен рядом с городскими районами Ринтхайм на востоке, Дурлах на юго-востоке, Зюдштадт на юго-западе, Инненштадт-Ост и Нордштадт на западе, Нойройт на северо-западе и Вальдштадт на севере. В районе проживают 17 546 жителей (по данным 2008 года).

## История
Район начал застраиваться в конце XIX века. На сегодняшний день состоит из промышленных, торговых и жилых зданий.
Область района гораздо старше, и расположена к югу от Дурлахской аллеи (Durlacher Allee). Здесь в 1094 году был основан бенедиктинский монастырь Готтесауэ (Gottesaue). На его месте После секуляризации в ходе Реформации в XVI веке появился дворец Готтесауэ (нем. Gottesaue), который был перестроен в 1982—1989 годах. В настоящее время в его помещениях размещается Высшая школа музыки.

## Достопримечательности
Достопримечательности городского района — это дворец Готтесауэ, Старое кладбище на Капелленштрассе, Главное кладбище Карлсруэ, являющееся старейшим немецким парковым кладбищем, несколько улиц в стиле модерн, Ботанический сад университета Карлсруэ, детская больница (до 2006 года) Франца Луста (некогда также пансионат Виктории и дочерняя школа, с 2006 штаб-квартира Международного бюро Университета Карлсруэ), старое еврейское кладбище на Кригсштрассе, скотобойня и Частная пивоварня Хёпфнер в виде дворцового замка (Hoepfner-Burg). Кроме того, несколько замечательных церковных зданий, в том числе псевдоготическая католическая приходская церковь Св. Бернхарда, построенная в стиле модерн евангелическая Лютеркирхе, часовня в старом кладбище, которая считается самой маленькой евангельско-лютеранской церковью Германии, а также мавзолей великих герцогов Баденского дома в Фазановом саду.

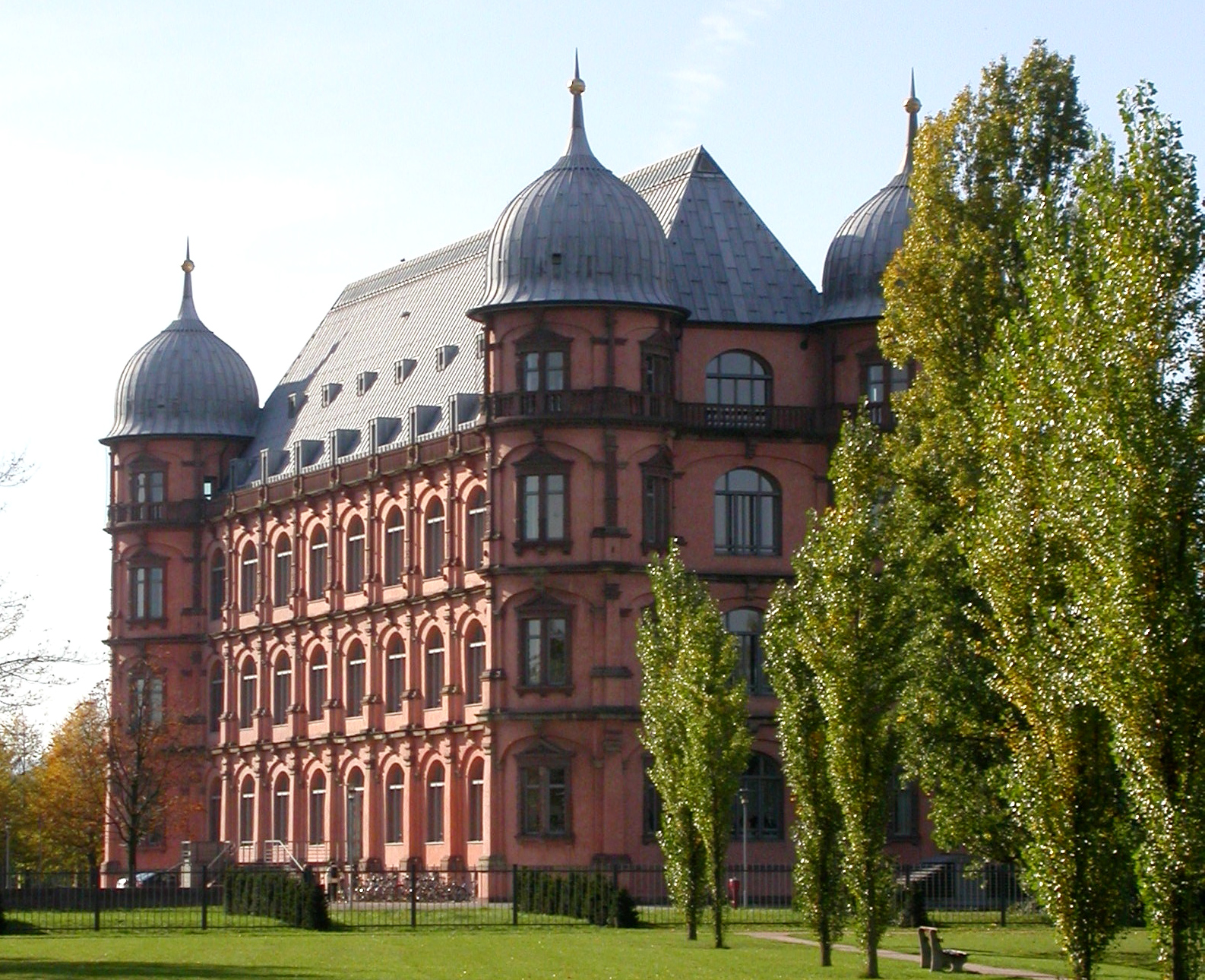
Дворец Готтесауэ
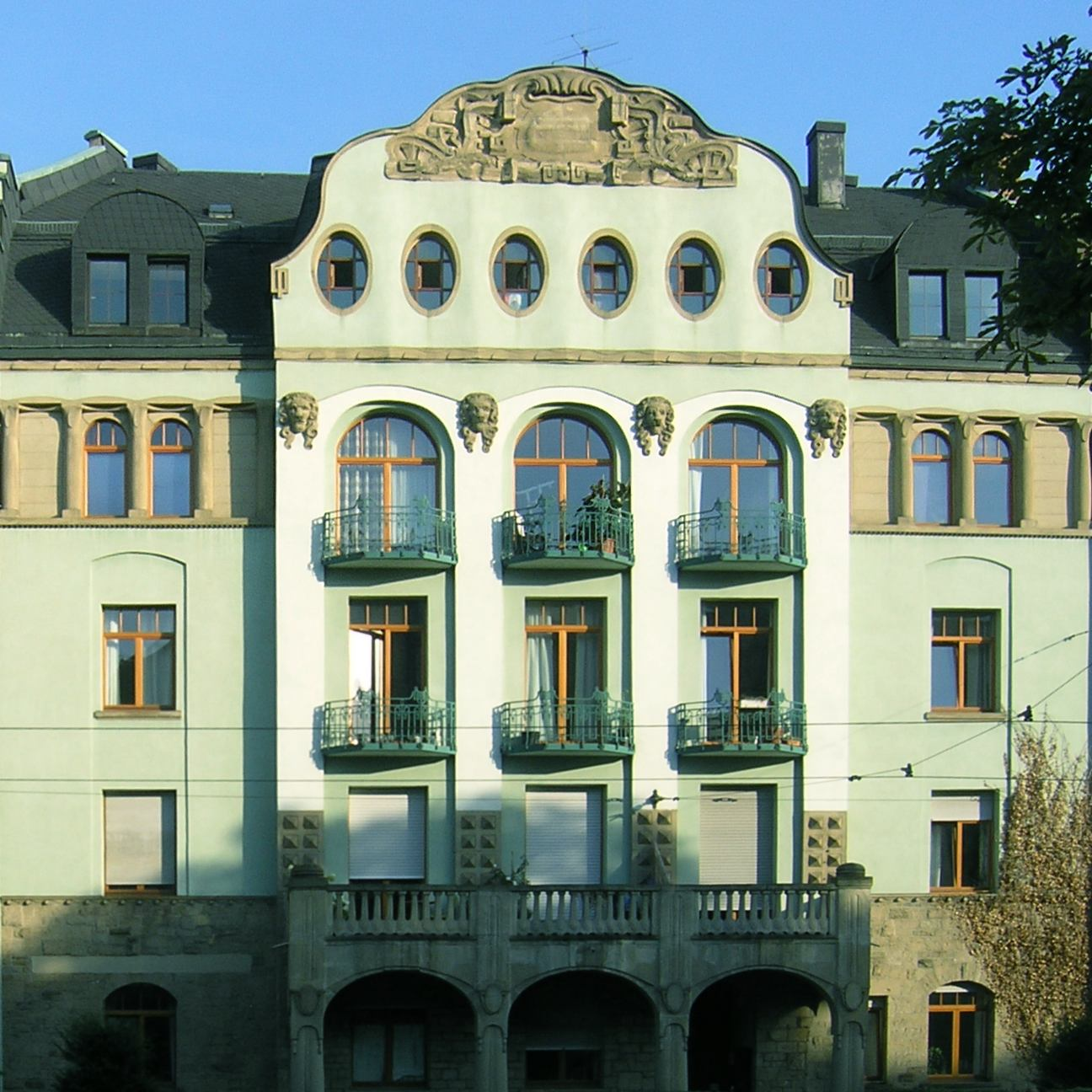
Jugendstil-Haus (Haid-und-Neu-Straße 8)
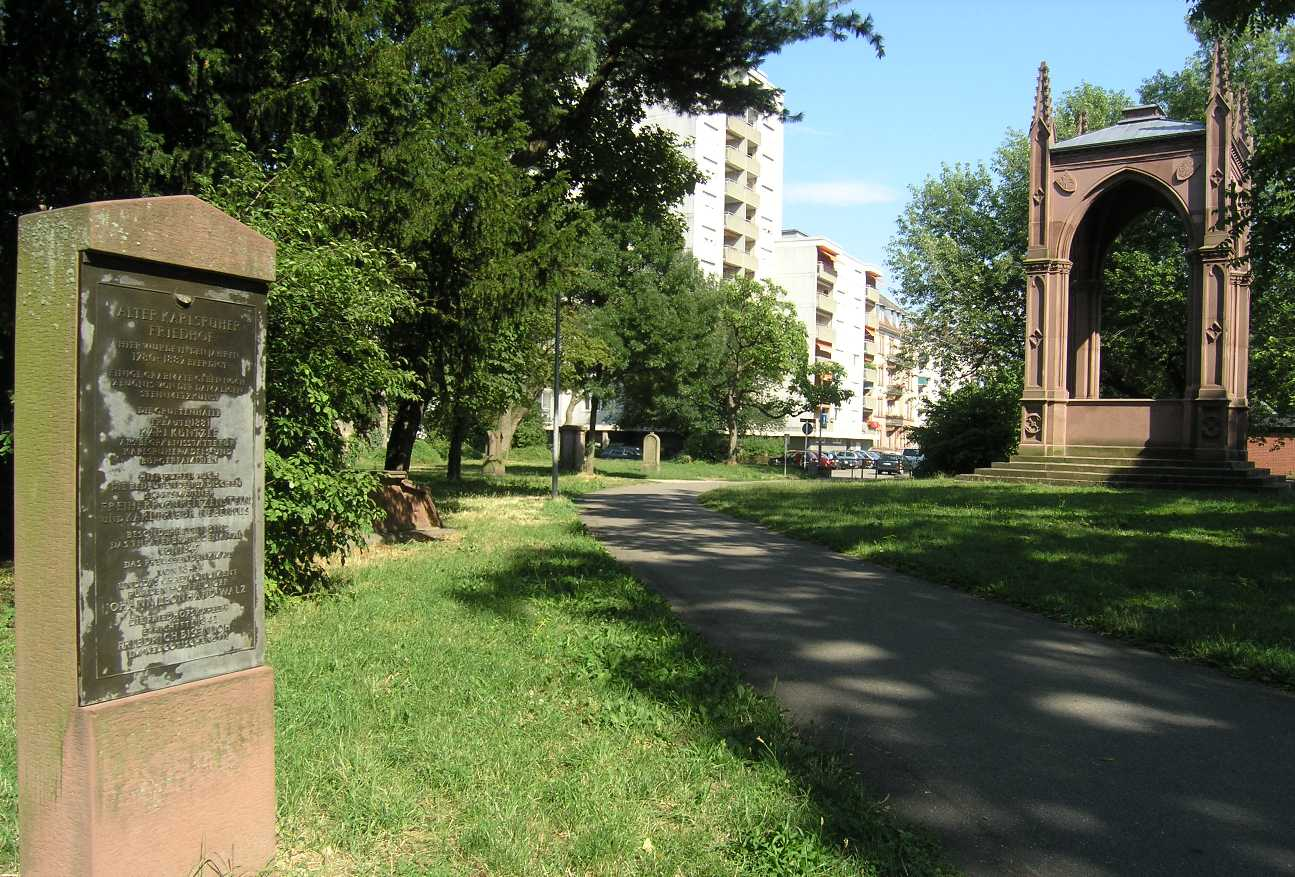
Старое кладбище
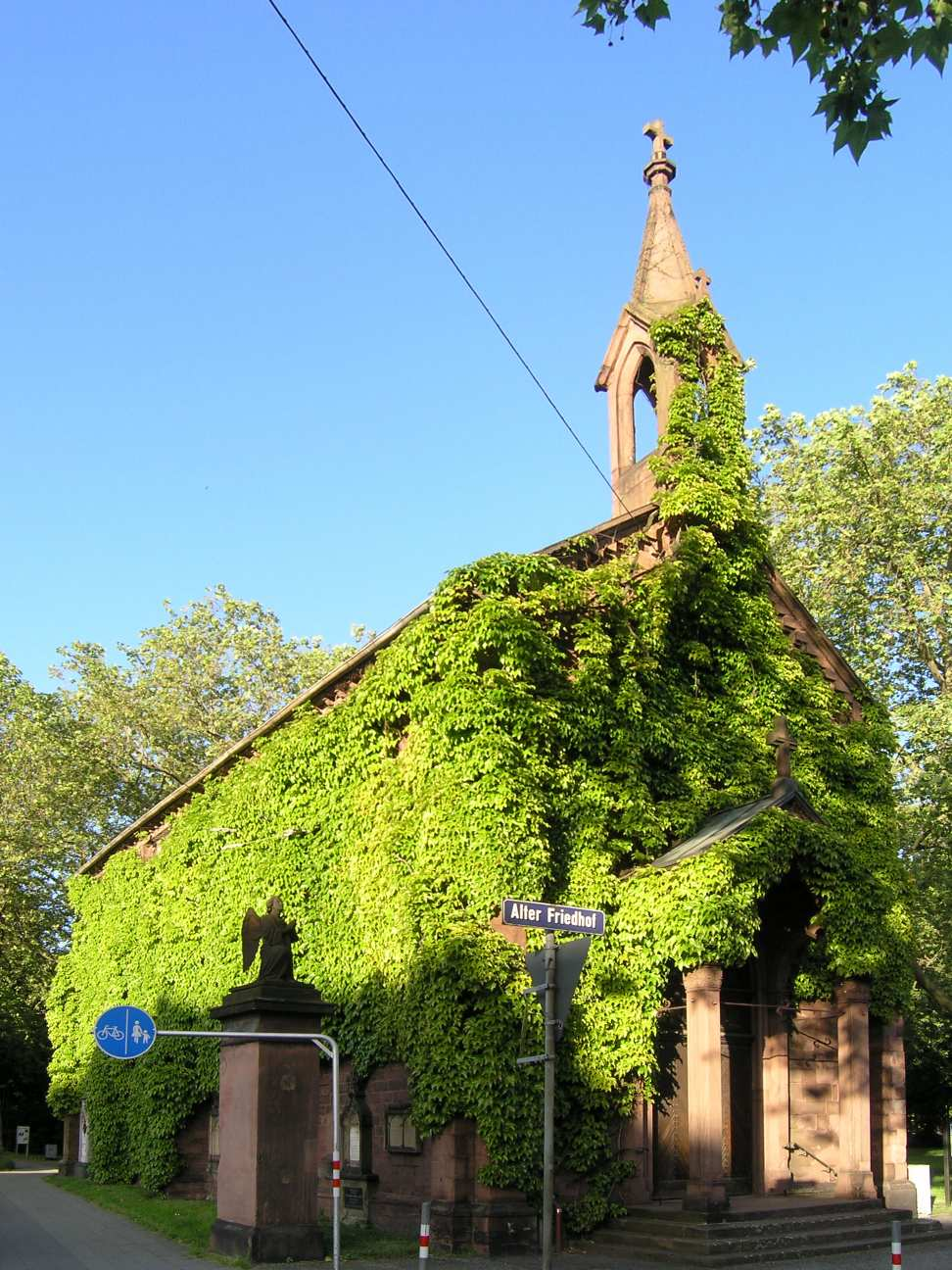
Часовня на старом кладбище
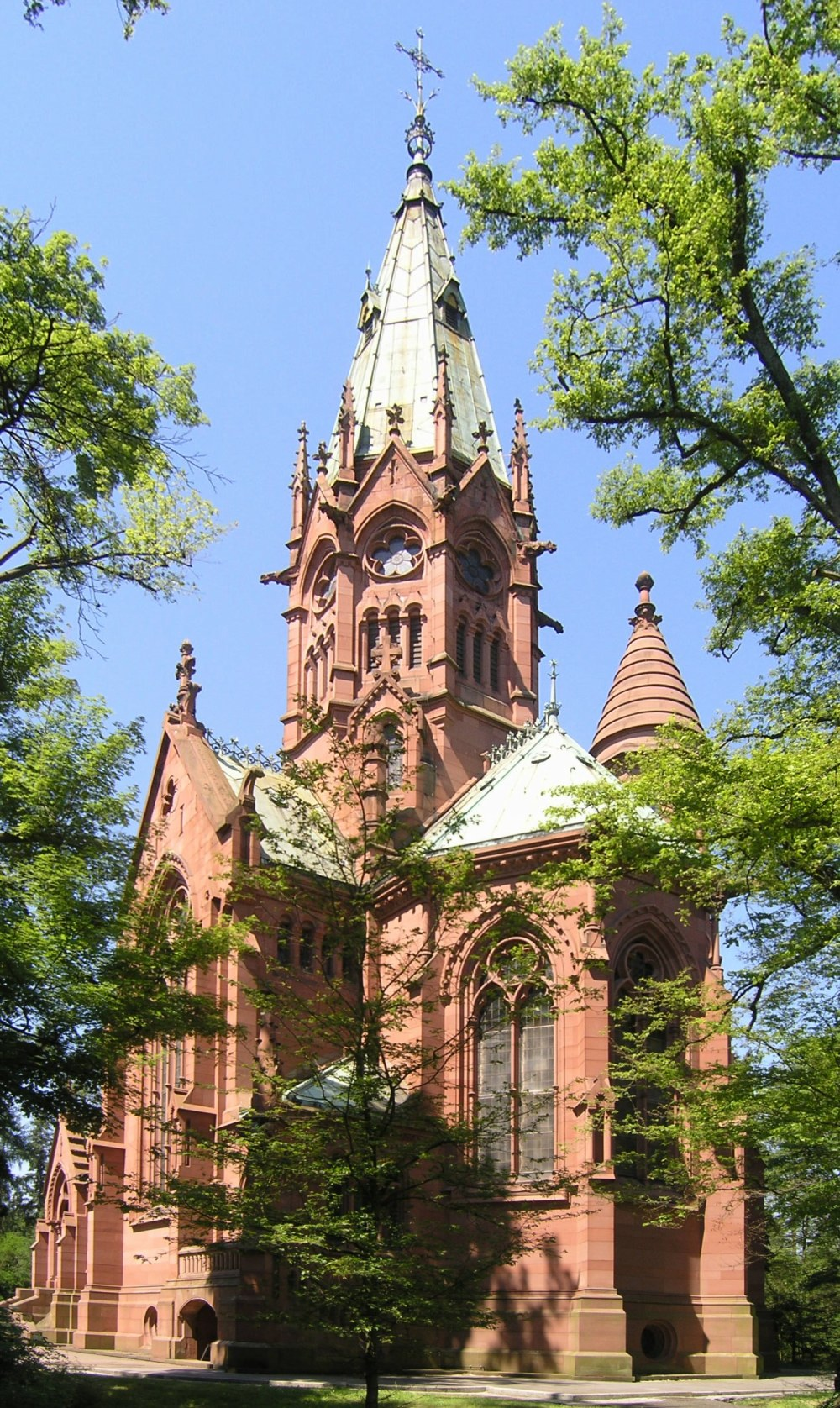
Великогерцогская усыпальница в Фазановом саду
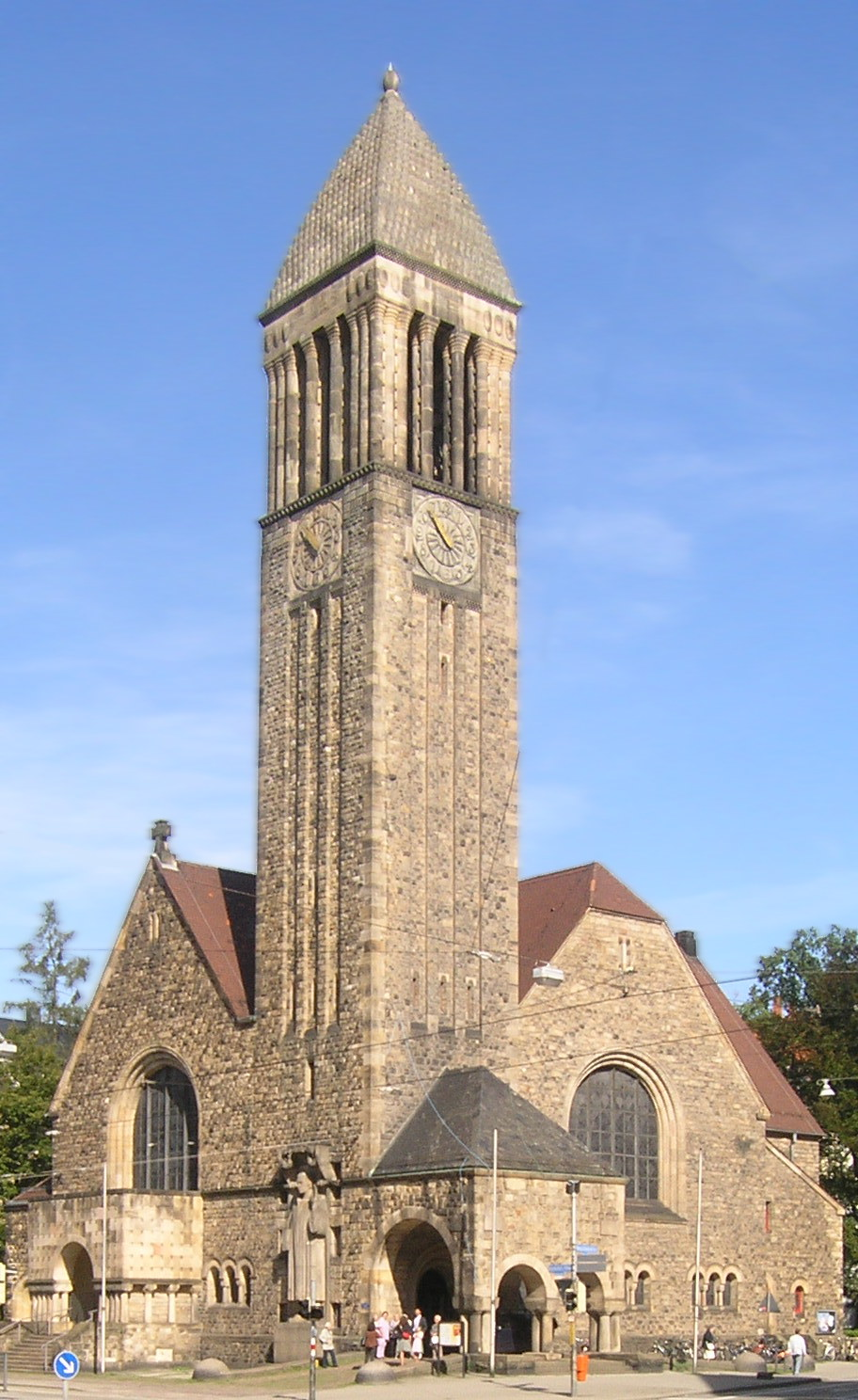
Лютеркирхе (Lutherkirche)
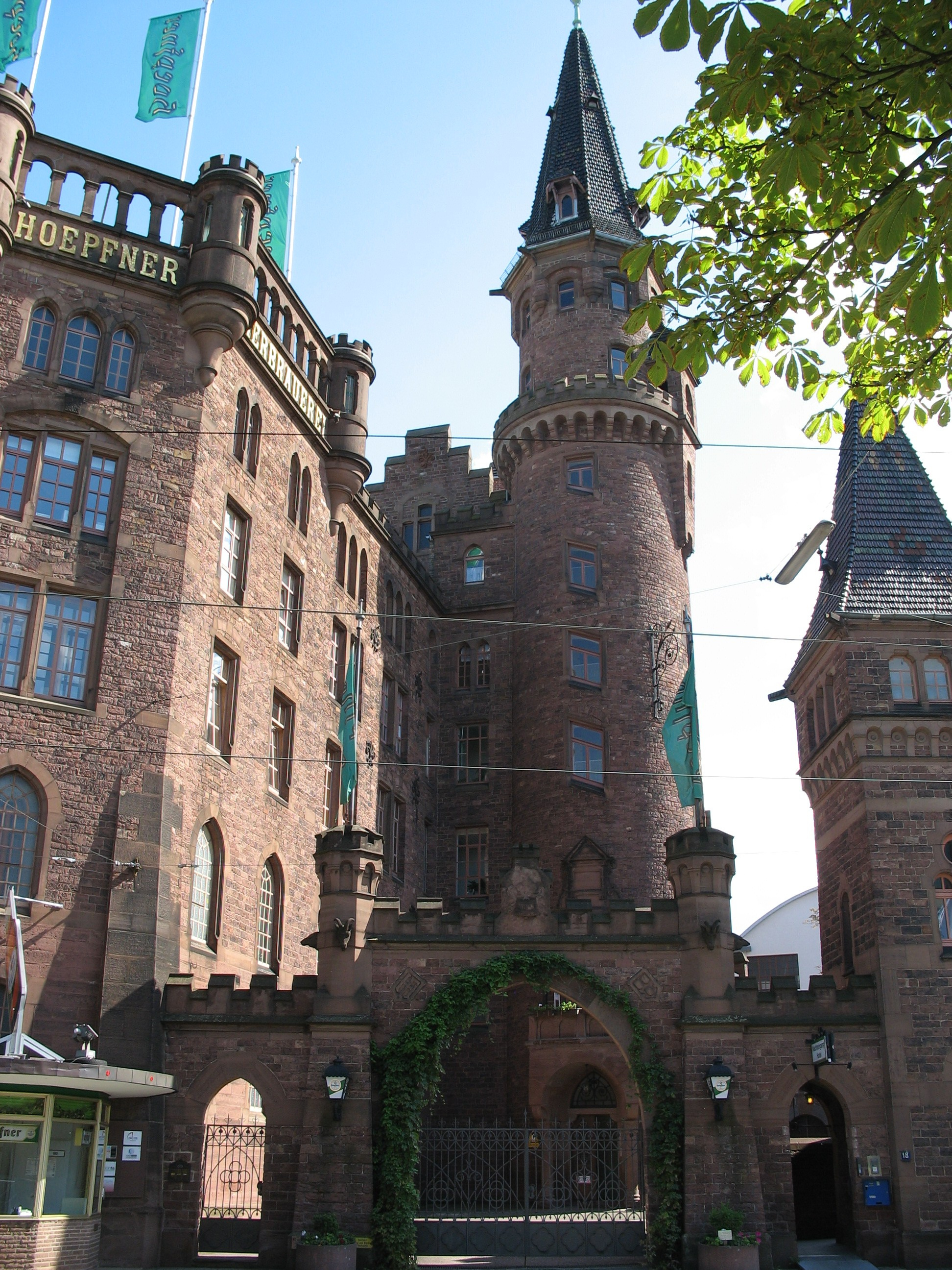
Hoepfner-Burg

## Религия
Кроме вышеупомянутых церквей, есть турецкая и албанская мечеть.